# Mouleydier
Mouleydier is een gemeente in het Franse departement Dordogne (regio Nouvelle-Aquitaine). De plaats maakt deel uit van het arrondissement Bergerac. Mouleydier telde op 1 januari 2022 1.155 inwoners.

## Geografie
De oppervlakte van Mouleydier bedraagt 8,49 km², de bevolkingsdichtheid is 134 inwoners per km² (per 1 januari 2019).
De onderstaande kaart toont de ligging van Mouleydier met de belangrijkste infrastructuur en aangrenzende gemeenten.

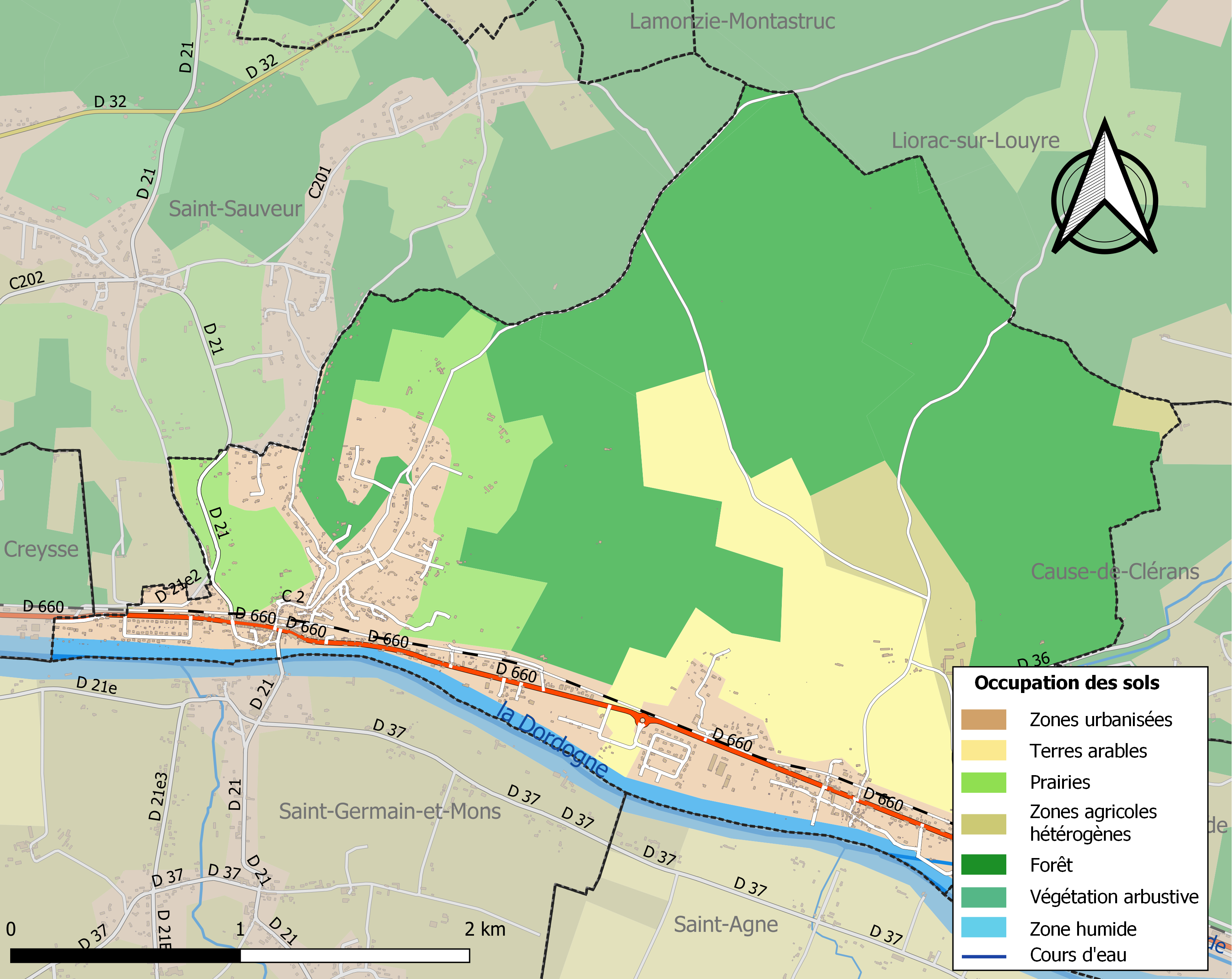

## Demografie
Onderstaande figuur toont het verloop van het inwonertal (bron: INSEE-tellingen).